# Olympische Sommerspiele 2016/Teilnehmer (Bahamas)
| Gelbes Symbol für Goldmedaillen mit stilisierten Olympischen Ringen | Graues Symbol für Silbermedaillen mit stilisierten Olympischen Ringen | Braundes Symbol für Bronzemedaillen mit stilisierten Olympischen Ringen |
| ------------------------------------------------------------------- | --------------------------------------------------------------------- | ----------------------------------------------------------------------- |
| 1                                                                   | —                                                                     | 1                                                                       |

Bahamas nahm an den Olympischen Spielen 2016 in Rio de Janeiro teil. Es war die insgesamt 16. Teilnahme an den Olympischen Sommerspielen. Die Bahamas Olympic Association nominierte 28 Athleten in drei Sportarten.
Fahnenträger bei der Eröffnungsfeier war die Leichtathletin Shaunae Miller.  Bei der Schlussfeier führte der Leichtathlet Leevan Sands die Athleten von den Bahamas an.

## Medaillen

### Medaillenspiegel
| Medaillenspiegel Burundi |                |                              |                           |                           |        |
| Platz                    | Sportart       | Goldmedaille – Olympiasieger | Silbermedaille – 2. Platz | Bronzemedaille – 3. Platz | Gesamt |
| 1                        | Leichtathletik | 1                            | 0                         | 1                         | 2      |

### Medaillengewinner

#### Gold
| Name           | Sportart       | Wettkampf |
| -------------- | -------------- | --------- |
| Shaunae Miller | Leichtathletik | 400 m     |

#### Bronze
| Name                                                                                        | Sportart       | Wettkampf         |
| ------------------------------------------------------------------------------------------- | -------------- | ----------------- |
| Chris Brown Steven Gardiner Michael Mathieu Stephen Newbold Demetrius Pinder Alonzo Russell | Leichtathletik | 4 × 400-m-Staffel |

## Teilnehmer nach Sportarten

### Leichtathletik
Laufen und Gehen 
| Athleten                                                                                    | Wettbewerb        | Runde 1         | Runde 1         | Halbfinale    | Halbfinale    | Finale        | Finale        | Rang   |
| Athleten                                                                                    | Wettbewerb        | Zeit            | Rang            | Zeit          | Rang          | Zeit          | Rang          | Rang   |
| ------------------------------------------------------------------------------------------- | ----------------- | --------------- | --------------- | ------------- | ------------- | ------------- | ------------- | ------ |
| Frauen                                                                                      |                   |                 |                 |               |               |               |               |        |
| Tynia Gaither                                                                               | 100 m             | 11,56 s         | 39              | ausgeschieden | ausgeschieden | ausgeschieden | ausgeschieden | 39     |
| Tynia Gaither                                                                               | 200 m             | 22,90 s         | 23              | 23,45 s       | 24            | ausgeschieden | ausgeschieden | 24     |
| Sheniqua Ferguson                                                                           | 200 m             | 23,62 s         | 58              | ausgeschieden | ausgeschieden | ausgeschieden | ausgeschieden | 58     |
| Anthonique Strachan                                                                         | 200 m             | 22,96 s         | 26              | ausgeschieden | ausgeschieden | ausgeschieden | ausgeschieden | 26     |
| Shaunae Miller                                                                              | 400 m             | 51,16 s         | 4               | 49,91 s       | 4             | 49,44 s       | 1             | Gold   |
| Pedrya Seymour                                                                              | 100 m Hürden      | 12,85 s         | 10              | 12,64 s       | 3             | 12,76 s       | 6             | 6      |
| Männer                                                                                      |                   |                 |                 |               |               |               |               |        |
| Adrian Griffith                                                                             | 100 m             | 10,53 s         | 61              | ausgeschieden | ausgeschieden | ausgeschieden | ausgeschieden | 61     |
| Shavez Hart                                                                                 | 100 m             | 10,28 s         | 37              | ausgeschieden | ausgeschieden | ausgeschieden | ausgeschieden | 37     |
| Jamial Rolle                                                                                | 100 m             | 10,68 s         | 64              | ausgeschieden | ausgeschieden | ausgeschieden | ausgeschieden | 64     |
| Shavez Hart                                                                                 | 200 m             | 20,74 s         | 56              | ausgeschieden | ausgeschieden | ausgeschieden | ausgeschieden | 56     |
| Demetrius Pinder                                                                            | 200 m             | disqualifiziert | disqualifiziert | ausgeschieden | ausgeschieden | ausgeschieden | ausgeschieden | –      |
| Teray Smith                                                                                 | 200 m             | 20,66 s         | 52              | ausgeschieden | ausgeschieden | ausgeschieden | ausgeschieden | 52     |
| Chris Brown                                                                                 | 400 m             | 45,56 s         | 20              | ausgeschieden | ausgeschieden | ausgeschieden | ausgeschieden | 20     |
| Steven Gardiner                                                                             | 400 m             | 45,24 s         | 6               | 44,72 s       | 11            | ausgeschieden | ausgeschieden | 11     |
| Alonzo Russell                                                                              | 400 m             | disqualifiziert | disqualifiziert | ausgeschieden | ausgeschieden | ausgeschieden | ausgeschieden | –      |
| Jeffery Gibson                                                                              | 400 m Hürden      | 52,77 s         | 45              | ausgeschieden | ausgeschieden | ausgeschieden | ausgeschieden | 45     |
| Chris Brown Steven Gardiner Michael Mathieu Stephen Newbold Demetrius Pinder Alonzo Russell | 4 × 400-m-Staffel | 2:59,64 min     | 6               | –             | –             | 2:58,49 min   | 3             | Bronze |

 Springen und Werfen 
| Athleten             | Wettbewerb | Qualifikation | Qualifikation | Finale        | Finale        | Rang |
| Athleten             | Wettbewerb | Weite/Höhe    | Rang          | Weite/Höhe    | Rang          | Rang |
| -------------------- | ---------- | ------------- | ------------- | ------------- | ------------- | ---- |
| Frauen               |            |               |               |               |               |      |
| Bianca Stuart        | Weitsprung | 6,45 m        | 9             | ausgeschieden | ausgeschieden | 9    |
| Männer               |            |               |               |               |               |      |
| Trevor Barry         | Hochsprung | 2,29 m        | 10            | 2,29 m        | 7             | 7    |
| Donald Thomas        | Hochsprung | 2,29 m        | 9             | 2,25 m        | 11            | 11   |
| Jamal Wilson         | Hochsprung | 2,22 m        | 25            | ausgeschieden | ausgeschieden | 25   |
| Latario Collie-Minns | Dreisprung | ohne Weite    | ohne Weite    | ausgeschieden | ausgeschieden | –    |
| Leevan Sands         | Dreisprung | 16,53 m       | 18            | ausgeschieden | ausgeschieden | 18   |

### Rudern
| Athleten     | Wettbewerb | Vorlauf     | Vorlauf | Vorlauf       | Hoffnungslauf | Hoffnungslauf | Hoffnungslauf | Viertelfinale | Viertelfinale | Viertelfinale | Halbfinale  | Halbfinale | Halbfinale    | Finale      | Finale | Rang |
| Athleten     | Wettbewerb | Zeit        | Platz   | Qualifikation | Zeit          | Platz         | Qualifikation | Zeit          | Platz         | Qualifikation | Zeit        | Platz      | Qualifikation | Zeit        | Platz  | Rang |
| ------------ | ---------- | ----------- | ------- | ------------- | ------------- | ------------- | ------------- | ------------- | ------------- | ------------- | ----------- | ---------- | ------------- | ----------- | ------ | ---- |
| Frauen       |            |             |         |               |               |               |               |               |               |               |             |            |               |             |        |      |
| Emily Morley | Einer      | 9:22,12 min | 6       | Hoffnungslauf | 8:22,77 min   | 4             | Halbfinale E  | –             | –             | –             | 8:46,09 min | 3          | E-Finale      | 8:56,36 min | 6      | 30   |

### Schwimmen
| Athleten                   | Wettbewerb     | Vorlauf     | Vorlauf | Halbfinale    | Halbfinale    | Finale        | Finale        | Rang |
| Athleten                   | Wettbewerb     | Zeit        | Rang    | Zeit          | Rang          | Zeit          | Rang          | Rang |
| -------------------------- | -------------- | ----------- | ------- | ------------- | ------------- | ------------- | ------------- | ---- |
| Frauen                     |                |             |         |               |               |               |               |      |
| Joanna Evans               | 200 m Freistil | 2:01,27 min | 37      | ausgeschieden | ausgeschieden | ausgeschieden | ausgeschieden | 37   |
| Joanna Evans               | 400 m Freistil | 4:07,60 min | 13      | –             | –             | ausgeschieden | ausgeschieden | 13   |
| Joanna Evans               | 800 m Freistil | 8:42,93 min | 23      | –             | –             | ausgeschieden | ausgeschieden | 23   |
| Arianna Vanderpool-Wallace | 50 m Freistil  | 24,77 s     | 13      | 24,60 s       | 9             | ausgeschieden | ausgeschieden | 9    |
| Arianna Vanderpool-Wallace | 100 m Freistil | 54,56 s     | 18      | ausgeschieden | ausgeschieden | ausgeschieden | ausgeschieden | 18   |
| Männer                     |                |             |         |               |               |               |               |      |
| Dustin Tynes               | 100 m Brust    | 1:03,71 min | 44      | ausgeschieden | ausgeschieden | ausgeschieden | ausgeschieden | 44   |